# Пулити Сантоликвидо, Орнелла
Орне́лла Пули́ти Сантоли́квидо (итал. Ornella Puliti Santoliquido); 4 ноября 1906, Флоренция — 10 ноября 1977, Флоренция) — итальянская пианистка. Жена композитора Франческо Сантоликвидо.

## Биография
Училась во Флоренции у Аттилио Бруньоли, в Риме у Альфредо Казеллы и в Париже у Альфреда Корто.
Известна, в первую очередь, как ансамблевый исполнитель: в дуэте с виолончелистом Максимом Амфитеатровым, в Трио Сантоликвидо (с 1942 г.) — с ним же и со скрипачом Арриго Пелличья и в составе так называемого Римского квартета (с 1956 г.) — те же и альтист Бруно Джуранна. Все названные музыканты также много выступали и записывались с оркестром «Виртуозы Рима». Кроме того, остались концертные записи Моцарта (дирижёр Георг Шолти) и Бруно Беттинелли (дирижёр Пауль Клецки).
В 1939—1971 гг. профессор римской Консерватории Санта-Чечилия.